# Georges Varney
Pour les articles homonymes, voir Varney (homonymie).
Georges Varney (1864-1930) était un vice-amiral français pendant la Première Guerre mondiale. Blessé quatre fois et cité trois fois au cours de sa carrière, le vice-amiral Varney a été fait grand officier de la Légion d'honneur, le 1er septembre 1920.

## Biographie
Fils de Nicolas Varney, sergent au pénitencier militaire de Metz, Georges François Camille Varney naît dans la commune, le 12 décembre 1864. Comme son compatriote Émile de Lacoste, Varney s'engage dans la Marine française en 1882. Aspirant en 1885, il est affecté à Toulon. En 1886, il navigue à bord du croiseur Flore. Georges Varney est promu enseigne de vaisseau l'année suivante, puis lieutenant de vaisseau en 1892. Le 30 décembre 1897, Georges Varney est fait chevalier de la Légion d'honneur. Le 22 décembre 1898, Varney commande un torpilleur au large de la Corse. Il est breveté à l'École Supérieure de la Marine en 1901. En 1902, il commande l'Alouette, au sein de la division navale d'Extrême-Orient. Capitaine de frégate en 1908, Varney commande le cuirassé garde-côtes Requin (en) en 1911.

### Première Guerre mondiale

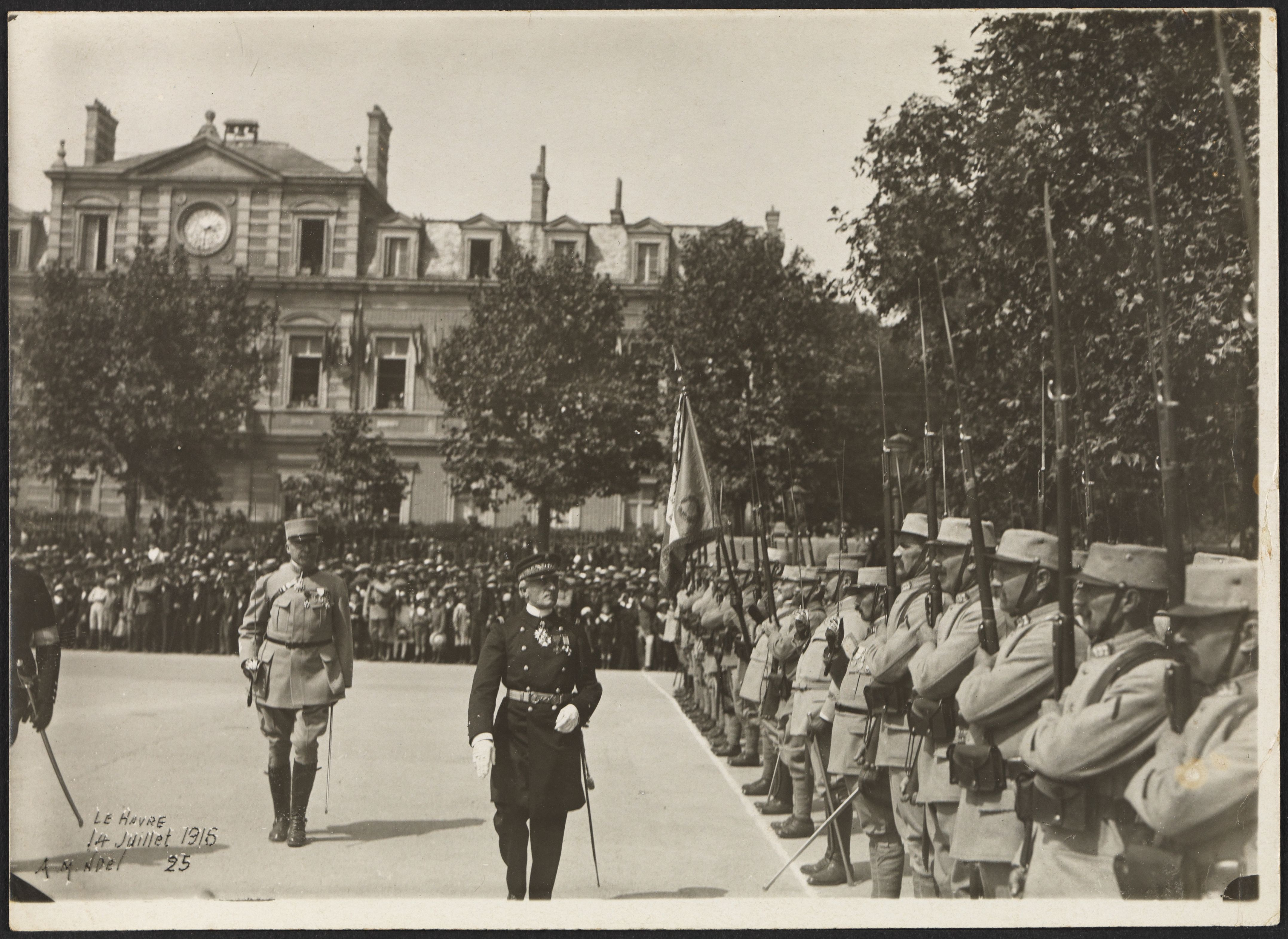
Varney, gouverneur du Havre, passant en revue le territorial le 14 juillet 1916.

À la veille de la Première Guerre mondiale, Varney est capitaine de vaisseau. En août 1914, il commande le 2e régiment de fusiliers marins, sous les ordres de l'amiral Ronarc’h. Varney se distingue aux combats de Dixmude, où il est blessé. Pour son comportement au feu, Varney est fait officier de la Légion d'honneur, le 12 décembre 1914. En janvier 1915, il commande le Henri IV aux Dardanelles. Varney prend une part active au débarquement de Koum-Kaleh, où il est à nouveau blessé. Varney et promu au grade de contre-amiral le 18 mai 1916. Quittant Le Havre en février 1917, Varney commande la division navale de Syrie sur l'Ariane II au large des côtes turques. Pour son action au feu dans les Dardanelles, le contre-amiral Varney est élevé au grade de commandeur de la Légion d'honneur, le 8 décembre 1918. Étant donné sa bravoure et son énergie à la tête du 2e régiment des Fusiliers marins et son discernement à la tête de la division de Syrie de 1917 à 1918, le vice-amiral Varney est fait grand officier de la Légion d'honneur, le 1er septembre 1920. 
Le vice-amiral Varney mourut à Paris, le 12 mai 1930.

## Distinctions
- Grand officier de la Légion d'honneur[1]
- Croix de guerre 1914–1918, étoile de vermeil avec citation de l'Armée navale[1]
- Officier d'académie

## Sources
- Service Historique des Armées, cote L2675101.